# 張光緒
張光緒（1556年—？），字孝伯，號少泉，直隸河間衛軍籍，河間府滄州慶雲縣人，明朝政治人物。

## 生平
萬曆元年（1573年）癸酉科順天府鄉試第五十名。萬曆十一年（1583年），登癸未科進士。户部觀政，本年授河南密县知县，十三年調繁直隶山阳县，十七年行取，授陕西道監察御史，二十年復除山西道，本年差两浙巡盐，二十一年升四川佥事，二十二年致仕。

## 家族
曾祖張偉，曾任按察司僉事；祖父張夢巖；父張爾兆。母郭氏。重庆下。弟張光紀，萬曆乙未進士。